# Michael Härtel
Michael Härtel (ur. 25 stycznia 1998 w Landshut) – niemiecki żużlowiec, występujący również na długim torze.

## Życiorys
Srebrny medalista indywidualnych mistrzostw świata na długim torze (2017). Trzykrotny medalista drużynowych mistrzostw świata na długim torze: złoty (2017) oraz dwukrotnie srebrny (2015, 2016). 
Na torach klasycznych – finalista indywidualnych mistrzostw świata juniorów (2019 – XV miejsce) oraz brązowy medalista drużynowych mistrzostw Europy juniorów (Stralsund 2016).
W lidze brytyjskiej reprezentant klubu Ipswich Witches (2018).